# أودري نيفينيغر
أودري نيفينيغر (مواليد 13 يونيو 1963) هي كاتبة أمريكية أشتهرت لكتابتها رواية امرأة المسافر عبر الزمان.